# Bọ máy (phim, 1986)
Bọ máy (tiếng Nga: Левша) là một phim do Sergey Ovcharov đạo diễn, xuất bản ngày 16 tháng 03 năm 1987 tại Leningrad.

## Lịch sử
Truyện phim phỏng theo trung thiên cùng tên của tác gia Nikolay Leskov.

## Nội dung
Bối cảnh sau chiến tranh Ái Quốc, sa hoàng Aleksandr Đệ Nhất cùng thủ lĩnh Kazakh trung thành Matvey Platov công du London. Để thuyết phục Aleksandr ngả theo phe Liên Minh, người Anh bèn tặng ngài một con bọ chét cơ khí.
Thế rồi, Aleksandr đem con bọ ấy về Nga, và được vài tháng thì ngài thăng hà. Sau khi kế ngôi vua anh, vua em Nokolay Đệ Nhất tỏ ra cực mê tuyệt phẩm này. Có một hôm, con bọ lăn ra "ốm", ngày bèn tìm trong nước coi tay thợ nào chữa được "bệnh" cho nó.
Tại tỉnh Tula, có nghệ nhân nọ thông thạo cơ khí, vua bèn triệu về kinh sư Piter và bắt anh ta đóng móng ngựa cho bọ. Và từ đây, của cải toàn quốc thâm hụt ngày càng lớn vì phải đổ vào việc "nuôi" con bọ máy.

## Kĩ thuật
Phim được quay tại thị trấn Gatchina trong mùa đông 1986.

### Sản xuất
- Thiết kế: Natalya Vasilyeva
- Âm thanh: Vladimir Persov
- Hiệu ứng: Sergey Golovkin

### Diễn xuất
- Nikolai Stotskii - Bọ chét máy
- Vladimir Gostyukhin - Ataman Platov
- Leonid Kuravlyov - Emperor Alexander I Pavlovich
- Yury Yakovlev - Emperor Nicholas I "Palkovic"
- Lev Lemke - Minister Kiselvrode
- Alexander Susnin - old blacksmith
- Sergey Parshin - Tula gunsmith
- Nikolai Lavrov - black gentleman
- Nikolai Kryukov - English admiral
- Victor Smirnov - skipper
- Anatoly Slivnik - policeman
- Viktor Bychkov - dandy
- Evgeny Baranov
- Konstantin Vorobyov
- Valery Zakharov
- Arkadiy Koval
- Joseph Krinsky
- Olga Samoshina
- Stanislav Sokolov
- George Teyh - courtier
- Anatoly Khudoleev
- Alfred Shargorodskii
- Aleksandr Estrin

## Liên kết
- Thông tin tại KinoPoisk
- Thông tin tại Kino-Teatr
- «Левша» на сайте «Энциклопедия отечественного кино»